# Raffaele Bastoni
Raffaele Bastoni (Roma, 15 maggio 1925 – Roma, 17 novembre 1992) è stato un canoista italiano.

## Biografia
Nato nel 1925 a Roma, era padre di Steve Bastoni, attore naturalizzato australiano.
A 27 anni partecipò ai Giochi olimpici di Helsinki 1952, nel K2 10000 m insieme a Dante Agostini, chiudendo 17º con il tempo di 49'21"8.
Morì nel 1992, a 67 anni.